# ماركوس أميليوس ليبيدوس (أعدم 39)
ماركوس أميليوس ليبيدوس (6 – 39) كان ابن القنصل لوسيوس أميليوس بولس. تزوج هو وأخته إيميليا ليبيدا من أشقاء الإمبراطور كاليغولا (تزوجت إيميليا من شقيق كاليغولا الأكبر دروسوس قيصر؛ تزوج ليبيدوس من أخت كاليغولا الأصغر جوليا دروسيلا). لقد كان أيضًا حفيدًا كبيرًا للوسيوس أميليوس ليبيدوس بولوس (قنصل من العام 50 قبل الميلاد وشقيق عضو الحكم الثلاثي ماركوس أميليوس ليبيدوس). بعض مناطق نسبه غير واضحة. ومع ذلك، فقد كان ليبيدوس حفيد الإمبراطور أغسطس العظيم وكذلك من خلال والدته جوليا الصغرى. تزوج ليبيدوس من أخت كاليغولا دروسيلا في وقت ما في نوفمبر أو ديسمبر من 37. لا يعرف عنه الكثير قبل ذلك. تزوجت دروسيلا من لوسيوس كاسيوس لونجينوس منذ 33 لكن كاليغولا أجبر صهره على تطليق دروسيلا حتى تتمكن من الزواج من ليبيدوس. استمر الزواج حتى وفاة دروسيلا في 38 يونيو. لم يكن لديهم أطفال. وبسبب هذا الزواج، أصبح ليبيدوس صديقًا مقربًا لكاليغولا وعائلته. بعد وفاة جيميلوس في 37، تم تمييز ليبيدوس علنًا من قبل وريثه كاليغولا. وفي أواخر 38 ، عندما تم القبض على حاكم مصر أولوس أفيليوس فلاكوس، نجح ليبيدوس في إقناع كاليغولا بنفي فلاكوس إلى أندروس بدلًا من جيروس.
في وقت ما في 39 عامًا، أصدر كاليغولا رسائل عامة من أخواته أغريبينا الصغرى وجوليا ليفيلا التي أوضحت تفاصيل علاقة زانية مع ليبيدوس ومؤامرة ضد الإمبراطور. تم إعدام ليبيدوس ونفي أخوات كاليغولا. أعطيت أغريبينا عظام ليبيدوس في جرة، وحملتها إلى روما. أرسل كاليغولا ثلاثة خناجر إلى معبد المريخ المنتقم للاحتفال بالموت. وفي مجلس الشيوخ الروماني، قدم فسبازيان اقتراحًا بإلقاء بقايا ليبيدوس بدلاً من دفنها. تم تنفيذ الحركة ولم يتم دفن ليبيدوس بشكل صحيح.

## اقتباسات
1. ↑  Paul von Rohden (1893). "Aemilius 76". Kategorie:RE:Band I,1 (بالألمانية). QID:Q19981537.
2. ↑  аноним (1904). "Юлия Младшая". Энциклопедический словарь Брокгауза и Ефрона. Том XLI, 1904 (بالروسية). XLI: 370–371. QID:Q24512677.
3. ↑  كاسيوس ديو, LIX, p. 648, 657; سويتونيوس, in Caio, xxiv, xxxvi ; تاسيتس, Annals, XIV, 2.
4. ↑  ماركوس أميليوس ليبيدوس (1989), p. 83
5. ↑  ماركوس أميليوس ليبيدوس at www.princeton.edu
6. ↑  ماركوس أميليوس ليبيدوس (1991), p. 109
7. ↑  ماركوس أميليوس ليبيدوس (1989), p. 82
8. ↑  ماركوس أميليوس ليبيدوس (1989), p. 81
9. ↑  ماركوس أميليوس ليبيدوس (1989), p. 90
10. ↑  ماركوس أميليوس ليبيدوس, XVIII 151
11. ↑  ماركوس أميليوس ليبيدوس, 24.3
12. ↑  ماركوس أميليوس ليبيدوس (1991), p. 121
13. ↑  ماركوس أميليوس ليبيدوس (1989), p. 106

## روابط خارجية
- حياة كاليجولا من قبل Suetonius (ترجمة مكتبة لوب الكلاسيكية)
- حياة كاليجولا باي سوتونيوس (ترجمة ألكسندر طومسون)
- Flaccus من فيلو
- في السفارة إلى Gaius بواسطة Philo
- التاريخ الروماني بواسطة كاسيوس ديو
- سوزان وود. «Diva Drusilla Panthea وأخوات كاليجولا». المجلة الأمريكية لعلم الآثار ، المجلد. 99 ، رقم 3 (يوليو 1995) ، ص.   457-482 المقالة متاحة على الإنترنت (الاشتراك مطلوب) من قاعدة بيانات JSTOR. تم تحديد تاريخ وفاة ليبيدوس على أنه 39 م في المقالة.